# Hyacinthe Carron
Hyacinthe Carron, né le 1er juillet 1879 à Chambéry (Savoie) et mort le 3 décembre 1953 à Voulx (Seine-et-Marne), est un homme politique français.

## Carrière politique
Fils d'agriculteurs et agriculteur lui-même, ainsi que négociant en vin, il est membre du parti radical-socialiste. Sous cette étiquette, il est successivement élu conseiller municipal de Saint-Alban-Leysse en 1912, conseiller d'arrondissement en 1913 et conseiller général de la Savoie en 1919.
Lors des élections législatives de 1924, il est élu député du département sur la liste du Cartel des gauches. Devenu maire de Saint-Alban-Leysse en 1925, il est réélu en 1928, 1932 et 1936, dans la circonscription de Chambéry-Nord. À la Chambre des députés, il intervient essentiellement sur les questions agricoles et viticoles.
Le 10 juillet 1940, il vote en faveur de la remise des pleins pouvoirs au Maréchal Pétain. Inéligible à la Libération, il ne reprend pas d'activité politique et se retire en région parisienne.

## Sources
- « Hyacinthe Carron », dans le Dictionnaire des parlementaires français (1889-1940), sous la direction de Jean Jolly, PUF, 1960 [détail de l’édition]